# La rondine
La rondine (L'oreneta) és una òpera en tres actes de Giacomo Puccini, sobre un llibret en italià de Giuseppe Adami.

## Context
Arran de l'estrena de La fanciulla del West a Viena, l'any 1913, amb la presència del seu compositor, Puccini, Franz Lehár va presentar Puccini a Siegmund Eibenschütz, director del Carltheater de Viena, i a Emil Berté, un editor de música. Ambdós van animar al compositor italià a compondre una opereta vienesa, una obra que combinés una història emotiva, com era La bohème, amb un estil vienès d'opereta.
Originalment concebuda doncs com a opereta, Puccini es va mostrar molt insatisfet amb la concepció molt poc dramàtica dels llibretistes Heinz Reichert i Alfred Willner, que va arribar a qualificar de porqueria, i va demanar als llibretistes si podien donar-li un toc més dramàtic. Al cap de poc va començar la Primera Guerra Mundial, i donades les dificultats per avançar en la composició de l'opereta, pels problemes de comunicació entre Àustria-Hongria i Itàlia, Puccini va voler deslliurar-se del contracte amb els austríacs, que l'impedia treballar sense ells, i amb cer toc de genialitat va aconseguir poder acabar pel seu compte l'obra, cedint la meitat dels drets als austríacs.
Va ser així com La rondine va acabar sent una òpera pròpiament dita, amb la col·laboració del dramaturg i periodista italià Giuseppe Adami, amic de Puccini. No obstant això, l'escassa convicció del compositor en l'èxit de l'operació, unida a una certa manca d'inspiració, van comprometre la gestació de l'obra, que va avançar amb molts entrebancs i nombroses readaptacions entre l'any 1913 i el 1915.
La rondine va ser estrenada a l'Òpera de Montecarlo el 27 de març de 1917. L'acollida va ser calorosa, tot i que cal assenyalar que Montecarlo era una plaça operística fàcil i perifèrica. L'estrena italiana va tenir lloc al Teatro Comunale di Bologna el 2 de juny del mateix any, i l'estrena als Estats Units d'Amèrica va tenir lloc al Metropolitan Opera el 10 de març de 1928, amb la valenciana Lucrezia Bori i el tenor Beniamino Gigli fent els papers principals.
La segona versió va ser estrenada al Teatre Massimo de Palerm en 1920. A la tercera versió de l'òpera, Puccini va canviar l'acte final de nou, tot afegint una escena a la qual Rambaldo li demana a Magda que torni, i acaba amb el descobriment per part de Ruggero (a través d'un telegrama anònim) qui és en realitat Magda, i amb la decisió de Ruggero de deixar-la per sempre. Al final d'aquesta versió, Magda es queda sola amb Lisette. Aquesta tercera versió es va poder sentir per primer cop al Teatre Regio de Turí, l'any 1994.
L'èxit mai no va faltar, però no pot dir-se que va ser complet, tot i les versions successives que Puccini va fer a la partitura original. L'estrena va ser tot un èxit, fins al punt de què el príncep Albert I de Mònaco va concedir a Puccini, el dia 3 d'abril, l'Orde de Sant Carles.
Avui dia, se sol interpretar la primera versió, l'única de la qual ha romàs la partitura completa. Val a dir que La rondine no gaudeix de la mateixa acceptació i representacions d'obres més afortunades del compositor.
La rondine va ser l'única òpera de Puccini que no va publicar Casa Ricordi, sinó que ho va fer el seu rival, Lorenzo Sonzogno. Aquest fet va tenir el seu origen en la mort de Giulio Ricordi, el fundador de Casa Ricordi, l'any 1912. El seu fill, Tito Ricordi, considerava part del passat la música de Puccini, i es mostrar més disposat a acceptar les partitures d'un altre compositor, Riccardo Zardonai, negligint les de Puccini. Enfrontaments amb Tito Ricordi van portar Puccini a donar la seva obra a l'editor Sonzogno.

## Personatges
| Paper                                  | Tessitura      | Estrena, 27 de març de 1917 (Director: Gino Marinuzzi) |
| -------------------------------------- | -------------- | ------------------------------------------------------ |
| Magda de Civry                         | soprano        | Gilda Dalla Rizza                                      |
| Lisette, la donzella                   | soprano        | Ines Maria Ferraris                                    |
| Ruggero Lastouc                        | tenor          | Tito Schipa                                            |
| Prunier, un poeta                      | tenor          | Francesco Dominici                                     |
| Rambaldo Fernandez, protector de Magda | baríton        | Gustave Huberdeau                                      |
| Périchaud                              | baríton / baix | Libert                                                 |
| Gobin                                  | tenor          | Charles Delmas                                         |
| Crébillon                              | baix/baríton   | Stéphane                                               |
| Baronnier                              | baríton        |                                                        |
| Yvette                                 | soprano        | Suzy Laugée                                            |
| Bianca                                 | soprano        | Andrée Moreau                                          |
| Suzy                                   | mezzosoprano   | Charlotte Mattei                                       |
| Un majordom                            | baix           | Delestan                                               |
| Una veu                                | soprano        |                                                        |

| Paper                                  | Tessitura      | Estrena al Liceu, 4 de desembre de 1954 (Director: Armando la Rosa Parodi) |
| -------------------------------------- | -------------- | -------------------------------------------------------------------------- |
| Magda de Civry                         | soprano        | Elena Rizzieri                                                             |
| Lisette, la donzella                   | soprano        | Ornella Rovero                                                             |
| Ruggero Lastouc                        | tenor          | Agostini Lazzari                                                           |
| Prunier, un poeta                      | tenor          | Glauco Scarlini                                                            |
| Rambaldo Fernandez, protector de Magda | baríton        | Manuel Ausensi                                                             |
| Périchaud                              | baríton / baix | José Fructuoso                                                             |
| Gobin                                  | tenor          | Esteban Recasens                                                           |
| Crébillon                              | baix/baríton   | Pablo Ferrer                                                               |
| Baronnier                              | baríton        | Francisco Estrany                                                          |
| Yvette                                 | soprano        | Pilar Lorente                                                              |
| Bianca                                 | soprano        | Marcela Latorre                                                            |
| Suzy                                   | mezzosoprano   | María Luisa Castellano                                                     |
| Un majordom                            | baix           | José Torruella                                                             |
| Lolette                                | soprano        | María Fiori                                                                |

## Argument[7]
Lloc: París i Costa Blava, durant el Segon Imperi Francès.
L'argument és semblant al de La Traviata de Giuseppe Verdi. Narra la vacil·lació d'una jove dels ambients frívols de l'alta societat entre la seua vida lleugera i un amor vertader i romàntic.
La protagonista de l'òpera és Magda (soprano), una jove que passa els seus dies immersa en la vida mundana del París del Segon Imperi; però si bé aparentment sembla acceptar la seua situació, en realitat es mostra igualment romàntica i aspira a un amor vertader.

### Acte I
Saló de Magda.
Al saló de Magda, una jove i bella dama a qui el seu amic Rambaldo proporciona una vida alegre i sense preocupacions, es troba reunit un grup d'amics, artistes i joves del gran món, llançats tots a una existència de plaers i frivolitat. Magda sembla l'única que no se sent del tot satisfeta amb aquesta vida.
El seu cor romàntic i apassionat recorda amb nostàlgia al seu primer amor, un pobre estudiant que no podia oferir-li valuoses joies com les que ara llueix, però amb el que era realment feliç, despreocupada i plena de la ingènua alegria que ha perdut per sempre mai més.
El poeta Prunier, que assisteix a la vetllada, canta una cançó d'amor, i Magda l'acompanya amb tanta emoció, que tots se senten meravellats per l'apassionat cant de la jove. Prunier fa retrets fingits a Magda, perquè aquesta li permet massa confiança a la seva cambrera Lisette, a qui en realitat Prunier assetja intenta conquerir-la.
La donzella anuncia l'arribada de Ruggero, fill d'un amic de Rambaldo. Magda, en veure-li, sent com si quelcom nou arribés a la seva vida, quelcom que la trasbalsa profundament. Decideixen tots acabar la nit alegrement al cafè-saló de Bullier, on hi ha un gran ball. Magda i Lisette afirmen no voler sortir, però tan bon punt desapareix el grup, Lisette s'escapa i cau en braços de Prunier, que l'estava esperant. Poc després marxa també Magda, disfressada, i es dirigeix també al ball de Bullier.

### Acte II
Saló de Bullier.
En l'establiment de Bullier, l'animació està en el seu punt més alt quan arriba Magda, disfressada. Un grup de joves i alegres estudiants l'assetgen amb galanteries, però Magda es desfà d'ells i troba en una taula a Ruggero, sol i trist enmig de l'alegria de la festa. Ell no la reconeix, i convida a l'aparent desconeguda, que diu anomenar-se Paulette, a beure i a ballar amb ell. Tots dos se senten molt aviat atrets l'un per l'altre. D'entre l'alegre multitud sorgeixen Prunier i Lisette; el poeta reconeix a la disfressada, presentada per Ruggero com Paulette, sap que és l'amant del seu amic Rambaldo, però Prunier comprèn de seguida a Magda, que amb els ulls li implora silenci, i aviat les dues parelles es troben conversant alegrement i confiadament entre la bulliciosa concurrència. Els estudiants col·loquen una corona sobre el cap de Prunier, tot reconeixent al cèlebre poeta.
A l'escala apareix Rambaldo, acabant l'alegre reunió dels quatre enamorats en demanar aquest explicacions a Magda. Aquesta li contesta fredament i amb desdeny, confessant obertament el seu amor per Ruggero. L'aparició de Rambaldo ha fet que Magda torni a la realitat i quan Rugqero la convida amb afectuoses paraules a abandonar el ball, que ja ha perdut tota la seva animació, ella li contesta amb frases d'amor i desesperació.

### Acte III
Costa Blava.
Magda i Ruggero esmorzen a una terrassa. Han fugit per amargar-se en un lloc on pugui gaudir de la seva felicitat sense ningú. Ruggero confessa a Magda que ha demanat permís als seus pares per casar-se amb ella. Magda reacciona amb por, i amb les entusiastes paraules de Ruggero sobre el futur meravellós que els espera, ella se sent cada cop amb més ansietat i més necessitada d'explicar-li el seu passat. Ruggero surt d'escena.
Prunier i Lisette arriben de París. Ell ha intentat fer de Lisette una cantant, sense èxit. Lisette voldria tornar a ser la donzella de Magda, i aquesta la readmet amb ella. Prunier li entrega a Magda un missatge de Rambalda, on li demana que torni amb ella, i ella es nega a fer-li cas. Apareix Ruggero, amb carta de la seva mare amb el consentiment pel matrimoni, sempre que la dona escollida per Ruggero sigui honrada i casta. Magda es desfà amb el contingut de la carta, i confessa a Ruggero que ella no podria posar honradament els peus a la llar dels pares d'ell. Ruggero li demana que no l'abandoni, però ella es manté ferm en la seva decisió de marxar i deixar la relació, perquè no li vol fer mal, ha de marxar... volant com les orenetes.

## Àries cèlebres
- Magda - primer acte: Chi il bel sogno di Doretta potè indovinar?
- Prunier - primer acte: Forse, come la rondine
- Magda - segon acte: Figliuolo, tu mi dici
- Ruggero - tercer acte: Dimmi che vuoi seguirmi

## Enregistraments
| Any  | Papers (Ruggero, Magda, Rambaldo, Lisette, Prunier)                                        | Driector, Orquestra | Segell                                 |
| ---- | ------------------------------------------------------------------------------------------ | --- | -------------------------------------- |
| 1966 | Daniele Barioni, Anna Moffo, Mario Sereni, Graziella Sciutti, Piero de Palma               | Francesco Molinari-Pradelli, Orquestra i Cors de la RCA | Audio CD:RCA Victor Cat: GD60459(2)    |
| 1981 | Plácido Domingo, Kiri Te Kanawa, Leo Nucci, Mariana Nicolesco David Rendall                | Lorin Maazel, Orquestra Simfònica de Londres Ambrosian Singers | Audio CD:CBS Cat: M2K-37852            |
| 1997 | Roberto Alagna, Angela Gheorghiu, Alberto Rinaldi, Inva Mula-Tchako, William Matteuzzi     | Antonio Pappano, Orquestra Simfònica de Londres London Voices | Audio CD:EMI Classics Cat: 56338       |
| 1998 | Marcus Haddock, Ainhoa Arteta, William Parcher, Inva Mula-Tchako, Richard Troxell          | Emmanuel Villaume, Kennedy Center Opera House Orchestra i Washington Opera Chorus (Enregistrat durant una representació al Centre Kennedy de Washington. Febrer/març) | DVD: Decca Cat: 074 3335               |
| 2008 | Fernando Portari, Fiorenza Cedolins, Stefano Antonucci, Sandra Pastrana, Emanuele Giannino | Carlo Rizzi, Orquestra i Cors de La Fenice de Venècia (Enregistrat a La Fenice, al gener)                                                                             | DVD: ArtHaus Musik Cat: 101 329        |
| 2009 | Roberto Alagna, Angela Gheorghiu, Samuel Ramey, Lisette Oropesa, Marius Brenciu            | Marco Armiliato, Cors i Orquestra del Metropolitan Opera de Nova York (Enregistrat al Metropolitan Opera el 10 de gener de 2009)                                      | DVD:EMI Classics Cat: 50999 631618-9 2 |